# Episodi di Movin' On (prima stagione)
La prima stagione della serie televisiva Movin' On è stata trasmessa in anteprima negli Stati Uniti d'America dalla NBC tra il 12 settembre 1974 e il 9 aprile 1975.
Precedentemente, l'8 maggio 1974, è andato in onda l'episodio pilota.
| nº | Titolo originale           | Titolo italiano | Prima TV USA      | Prima TV Italia |
| -- | -------------------------- | --------------- | ----------------- | --------------- |
| 0  | In Tandem                  |                 | 8 maggio 1974     |                 |
| 1  | The Time of His Life       |                 | 12 settembre 1974 |                 |
| 2  | Roadblock                  |                 | 19 settembre 1974 |                 |
| 3  | Grit                       |                 | 26 settembre 1974 |                 |
| 4  | Life Line                  |                 | 3 ottobre 1974    |                 |
| 5  | The Trick Is to Stay Alive |                 | 10 ottobre 1974   |                 |
| 6  | The Cowhands               |                 | 24 ottobre 1974   |                 |
| 7  | The Good Life              |                 | 7 novembre 1974   |                 |
| 8  | Games                      |                 | 14 novembre 1974  |                 |
| 9  | Hoots                      |                 | 21 novembre 1974  |                 |
| 10 | Good for Laughs            |                 | 28 novembre 1974  |                 |
| 11 | High Roller                |                 | 5 dicembre 1974   |                 |
| 12 | Goin' Home (Part 1)        |                 | 12 dicembre 1974  |                 |
| 13 | Goin' Home (Part 2)        |                 | 19 dicembre 1974  |                 |
| 14 | Antiques                   |                 | 26 dicembre 1974  |                 |
| 15 | Explosion                  |                 | 2 gennaio 1975    |                 |
| 16 | Landslide                  |                 | 16 gennaio 1975   |                 |
| 17 | Fraud                      |                 | 30 gennaio 1975   |                 |
| 18 | Ammo                       |                 | 6 febbraio 1975   |                 |
| 19 | Tattoos                    |                 | 13 febbraio 1975  |                 |
| 20 | Ransom                     |                 | 20 febbraio 1975  |                 |
| 21 | The Price of Loving        |                 | 2 aprile 1975     |                 |
| 22 | Weddin' Bells              |                 | 9 aprile 1975     |                 |